# Pseudagrion spernatum
Pseudagrion spernatum е вид водно конче от семейство Coenagrionidae. Видът не е застрашен от изчезване.

## Разпространение
Разпространен е в Ангола, Еритрея, Етиопия, Замбия, Зимбабве, Кения, Лесото, Малави, Мозамбик, Свазиленд, Танзания, Уганда и Южна Африка.